# Leandro Araújo Kivel
Leandro Araújo Kivel (São Borja, Brasil, 11 de mayo de 1983) es un futbolista brasileño. Se desempeña en posición de delantero y actualmente juega en el Confiança, que milita en el Campeonato Brasileño de Serie B.

## Clubes
| Club             | País   | Temporada       |
| ---------------- | ------ | --------------- |
| Sergipe          | Brasil | 2013            |
| Sampaio Correa   | Brasil | 2013            |
| Confiança        | Brasil | 2014-2016       |
| ASA de Arapiraca | Brasil | 2017            |
| CSA              | Brasil | 2018            |
| Botafogo-PB      | Brasil | 2018            |
| CSA              | Brasil | 2019            |
| Botafogo-PB      | Brasil | 2019            |
| Confiança        | Brasil | 2019-Actualidad |

## Palmarés

### Campeonatos regionales
| Competición              | Equipo    | País   | Año        |
| ------------------------ | --------- | ------ | ---------- |
| Campeonato Sergipano (1) | Sergipe   | Brasil | 2013       |
| Campeonato Sergipano (2) | Confiança | Brasil | 2014, 2015 |
| Campeonato Alagoano (1)  | CSA       | Brasil | 2018       |

### Distinciones individuales
| Distinción                                   | Año  |
| -------------------------------------------- | ---- |
| Goleador del Campeonato Sergipano (10 goles) | 2013 |
| Goleador del Campeonato Sergipano (15 goles) | 2014 |
| Goleador del Campeonato Sergipano (10 goles) | 2016 |